# 堵姓
堵姓是中文姓氏之一，在《百家姓》中排第300位。在现代是极罕见的姓氏。

## 起源
出自姬姓，以地名为名。据《姓苑》载，春秋时郑国大夫泄伯的采邑在堵，他的后代便有以封地名为姓者。

## 郡望
- 河南郡：汉高帝二年置，今河南洛阳一带

## 延伸阅读
[在维基数据编辑]
 《百家姓》
 《欽定古今圖書集成·明倫彙編·氏族典·堵姓部》，出自陈梦雷《古今圖書集成》